# Čtyři velké knihy Sungů
Čtyři velké knihy Sungů (čínsky v českém přepisu Sung s’ ta-šu, pchin-jinem Sòngsìdàshū, znaky zjednodušené 宋四大书, tradiční 宋四大書) je soubor čtyř encyklopedických děl sestavených Li Fangem (925–996) a dalšími učenci říše Sung (960–1279). Označení je používáno od dokončení poslední knihy (Cche-fu jüan-kuej) v 11. století. Čtyři encyklopedie byly zamýšleny jako sbírka celého vědění právě vzniklého sungského státu.
Čtyři knihy byly:
- Tchaj-pching jü-lan (čínsky pchin-jinem Tàipíngyùlǎn, znaky 太平御覽), všeobecná encyklopedie.
- Tchaj-pching-kuang-ťi (čínsky pchin-jinem Tàipíng Guǎngjì, znaky 太平廣記, Rozsáhlé zápisky éry Tchaj-pching) je sbírka příběhů vesměs s nadpřirozenými prvky.
- Wen-jüan-jing-chua (čínsky pchin-jinem Wényuànyīnghuá Wen-jüan-jing-chua, znaky 文苑英華, Nejkrásnější květy literárních zahrad) je antologie poezie, ód, písní a dalších prací.
- Cche-fu jüan-kuej (čínsky pchin-jinem Cèfǔyuánguī, znaky 冊府元龜, doslova První želva literárního úřadu, původní název byl Příběhy vládců a úředníků minulých dynastií, želva odkazuje na šangskou praxi věštění z želvích krunýřů) je encyklopedie politických esejů, popisů politických institucí, biografií panovníků a státníků.